# Here Comes the Kraken
Here Comes the Kraken ist eine mexikanische Deathcore-Band. Sie besteht momentan aus den Gitarristen Alex und Tore, dem Bassisten Alexa, dem Schlagzeuger Deivis und Sänger Daniel, der für die aktuelle Tour aus Österreich zu ihnen gestoßen ist.

## Geschichte
Die Band wurde 2007 in Aguascalientes gegründet. Noch im Gründungsjahr erschien eine Demo-CD, woraufhin sie von Concreto Records unter Vertrag genommen wurden. Ein Jahr später wurde ihr selbstbetiteltes Debütalbum veröffentlicht. Anschließend spielte die Band einige Konzerte. 2010 veröffentlichten Here Comes the Kraken die EP The Omen. Außerdem spielten sie auf der Warped Tour 2010 und am 19. Juni 2010 auf dem Summer Blast Festival in Trier.
Das zweite Album Hate Greed & Death erschien am 26. April 2011 in Eigenregie. Danach ging die Gruppe bis Juni auf Hate Greed & Death Metal Tour, die durch Mexiko führte. Am 25. und 26. Juni 2011 sollte die Band zwei Konzerte in Malaysia spielen, allerdings wurden diese abgesagt. Die Auftritte sollten in Kuala Lumpur und Penang stattfinden.
Im Dezember 2011 tourte die Gruppe im Rahmen der Hate Greed & Death Metal Tour durch Europa. Here Comes the Kraken spielten in Deutschland, der Schweiz, Italien, Slowenien, Österreich, Ungarn, Frankreich, Spanien, Polen, Tschechien und den Niederlanden.
2012 wurde das Debütalbum Here Comes the Kraken von der Band neu aufgelegt. Es folgten Konzerte durch ganz Mexiko und auf dem Ieperfest in Belgien. Anfang 2013 startete die Gruppe als Support für Thy Art Is Murder auf der „Hate Across Europe Tour“. Als weiterer Support spielte die britische Deathcore-Band Martyr Defiled. Ende 2013 tourte die Band mit Veil of Maya, Northlane, Vildhjarta und Structures durch die Vereinigten Staaten und Kanada. Im Februar und März 2014 spielte die Gruppe mit Betraying the Martyrs und I Declare War als Vorband für Carnifex erneut durch die Staaten.
Im August und September 2015 soll die Gruppe erneut durch die USA touren, dieses Mal im Vorprogramm von King Conquer. Am 5. Dezember 2015 spielt die Gruppe auf dem Knotfest, welches erstmals in Mexiko stattfindet.

## Diskografie

### Alben
- 2008: Here Comes the Kraken (2013 neu aufgelegt)
- 2011: Hate Greed and Death
- 2019: H.C.T.K.

### Demos und EPs
- 2007: Demo
- 2010: We Are Awesome Manly Mexicans
- 2010: The Omen

### Einzeltitel
- 2011: Never Regret